# شهرستان کالچستر، نوا اسکوشیا
شهرستان کالچستر، نوا اسکوشیا (به انگلیسی: Colchester County, Nova Scotia) یک فهرست شهرستان‌ در کانادا است که در نوا اسکوشیا واقع شده‌است.

## خصوصیات
شهرستان کالچستر ۵۰٬۰۲۳ نفر جمعیت دارد.